# 深成岩
深成岩（しんせいがん、plutonic rock）は、火成岩の一種で、マグマが地下深くでゆっくり冷えて固まったもの。単に、マグマがゆっくり冷え固まりやすい地球深部が多いためこういった名前がつけられた。
対応する火成岩の火山岩に比べ、岩石中の鉱物の粒が大きい。また時間をかけて冷却していくため、低温で結晶化する正長石や石英なども充分成長し、等粒状組織（とうりゅうじょうそしき、equigranular texture）となっている。
かつては、火山岩と深成岩の中間的な岩石を半深成岩とよんでいたが、現在ではあまり使われない。

## 主な深成岩
- 超塩基性岩 - かんらん岩
- 塩基性岩 - 斑れい岩
- 中性岩 - 閃緑岩
- 酸性岩 - 花こう閃緑岩、花こう岩、閃長岩

- かんらん岩
- 斑れい岩
- 閃緑岩
- 花崗岩
- 閃長岩

## 深成岩の産状
- バソリス（底盤）
- ストック（岩株）